# V700 Андромеды
V700 Андромеды (лат. V700 Andromedae) — одиночная переменная звезда в созвездии Андромеды на расстоянии (вычисленном из значения параллакса) приблизительно 8150 световых лет (около 2499 парсеков) от Солнца. Видимая звёздная величина звезды — от +11,35m до +11,15m.

## Характеристики
V700 Андромеды — красный гигант, пульсирующая медленная неправильная переменная звезда (LB) спектрального класса M. Радиус — около 65,63 солнечных, светимость — около 463,335 солнечных. Эффективная температура — около 3306 K.